# Radrennbahn Schöneberg
Die Radrennbahn Schöneberg wurde 1959 am Sachsendamm im damaligen Berliner Bezirk Schöneberg erbaut und beginnend im Jahr 2005 abgerissen. 

## Geschichte

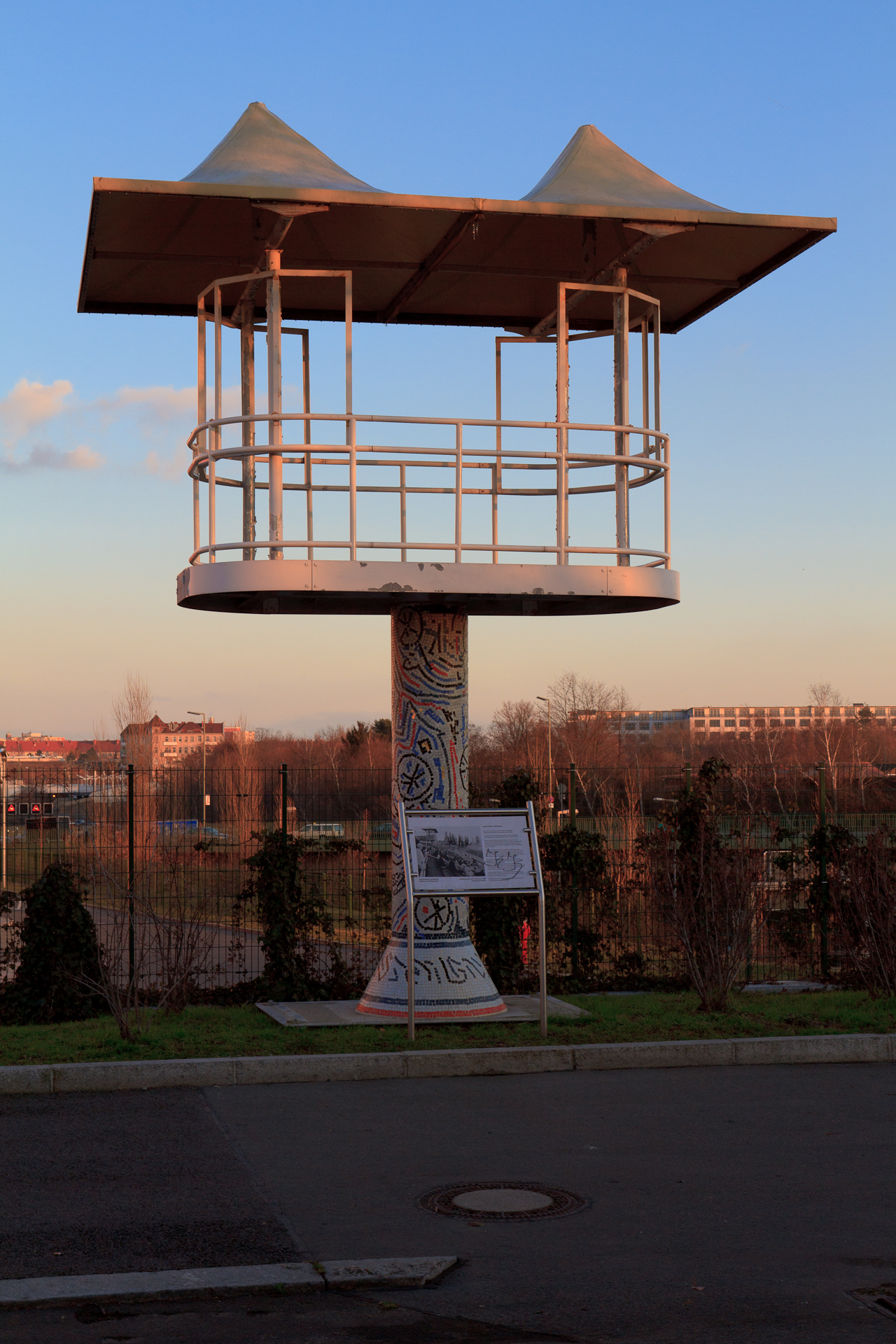
Der ehemalige Wettkampfturm als Denkmal zur Erinnerung an die Radrennbahn

Am 3. Mai 1959 fand auf der Bahn der Eröffnungsrenntag mit Sprintrennen und einem Zweier-Mannschaftsfahren statt, am Start im Sprint war unter anderem der spätere französische Meister André Gruchet.
Die Bahn war die zweite offene Radrennbahn im Nachkriegsberlin (nach der Radrennbahn Neukölln) und wurde 1980 grundrenoviert. Anfang 1999 wurden die Tribünen und die Holzfahrbahn wegen Einsturzgefahr gesperrt, nur die Rasenfläche durfte von Sportvereinen noch genutzt werden. Die Millioneninvestitionen für die Renovierung konnten nicht aufgebracht werden. Zudem hieß es, dass seit der Eröffnung des Velodroms 1997 kein Bedarf für eine zusätzliche Radrennbahn in Berlin bestehe. So wurde 2005 trotz Denkmalschutz mit dem Abriss der Anlage begonnen. Auf dem Grundstück erbaute die Firma Möbel Kraft 2007 ein Möbelhaus. Seit dem Jahr 2016 wird es unter dem Namen Höffner geführt.
Zur Erinnerung an den Standort der Radrennbahn Schöneberg wurde der ehemalige Wettkampfturm als Denkmal auf dem Gelände errichtet.